# Finkatuz
El Fondo Finkatuz, más conocido sencillamente como Finkatuz, es un fondo público de inversión del Instituto Vasco de Finanzas, órgano dependiente a su vez del Gobierno Vasco, destinado a garantizar el arraigo empresarial en Euskadi mediante la adquisición de participaciones en compañías estratégicas. Su objetivo es evitar la deslocalización de los centros de decisión de empresas clave para la economía vasca.

## Historia y objetivos
El Fondo Finkatuz fue creado en respuesta a diversas operaciones empresariales que alejaron la toma de decisiones de Euskadi, como la compra de Euskaltel por parte de MásMóvil o la integración de Gamesa en Siemens. El 13 de abril de 2021 se publica en el Boletín Oficial del País Vasco el decreto que permite la creación del fondo al Instituto Vasco de Finanzas (IVF).
El fondo fue creado y es gestionado por el IVF. Finkatuz invierte en empresas con un volumen de facturación superior a 100 millones de euros y al menos 50 empleados. Su participación mínima varía entre el 3 y el 5 %, y el máximo permitido es del 20 %, aunque nunca puede superar el 49 % del capital de la empresa en cuestión.
A finales de 2024, el fondo disponía de 307 millones de euros, de los cuales solo el 34 % había sido ejecutado en inversiones. Con la incorporación de Arania, el fondo aún cuenta con 226 millones de euros para futuras operaciones. Las autoridades vascas han señalado que seguirán explorando nuevas oportunidades de inversión en sectores estratégicos, aunque sin revelar detalles específicos sobre futuras adquisiciones.

## Inversiones
Desde su creación, Finkatuz ha realizado cuatro inversiones principales.

### Kaiku
El fondo ha invertido un total de 7 millones de euros en la cooperativa láctea Kaiku a través de tres operaciones realizadas entre 2021 y 2023. Con la adquisición del 7,31 % del capital, Finkatuz pretendía consolidar la presencia de la empresa en Euskadi y fortalecer su competitividad en el sector agroalimentario. Kaiku es un actor destacado en la producción y comercialización de productos lácteos, con especial énfasis en la innovación y la sostenibilidad. La inversión ha permitido a la compañía desarrollar nuevos productos y mejorar su capacidad productiva, garantizando la estabilidad de su estructura accionarial. El accionista mayoritario del grupo es la suiza Emmi AG desde abril de 2015.

### CAF
En junio de 2021, Finkatuz adquirió un 1,24 % del fabricante ferroviario CAF, con una inversión inicial de 10 millones de euros. Posteriormente, en diciembre del mismo año, amplió su participación hasta el 3 % con una inversión adicional de 22 millones de euros, sumando un total de 32 millones. Con esta operación, el Gobierno Vasco buscó reforzar el arraigo de una empresa clave en la industria ferroviaria y de movilidad, apoyando su expansión internacional y su capacidad de innovación tecnológica.

### ITP Aero
En 2022, Finkatuz destinó aproximadamente 65 millones de euros para la compra del 6 % de ITP Aero, empresa especializada en la fabricación y mantenimiento de motores aeronáuticos. Esta operación se enmarcó dentro del proceso de adquisición de ITP Aero por parte del fondo de inversión Bain Capital, en el que el Gobierno Vasco negoció su entrada para garantizar el arraigo de la empresa en Euskadi. Con esta participación, el Ejecutivo autonómico aseguró su presencia en el consejo de administración de la compañía y reforzó su apuesta por el sector aeroespacial, clave en la industria vasca por su alto valor añadido y su papel en la cadena de suministro global.

### Arania
En enero de 2025, Finkatuz invirtió 15 millones de euros para adquirir el 6,25 % de la empresa de transformación de acero, lo que permitirá fortalecer su plan de inversiones de 50 millones de euros en tres años. Esta operación proporcionará al ejecutivo vasco un asiento en el consejo de administración de la empresa. Parte de las inversiones de Arania se destinarán a la expansión en Estados Unidos, con el objetivo de contrarrestar las políticas arancelarias impuestas por el nuevo gobierno estadounidense. En total, el grupo invertirá 110 millones de euros en seis años para mejorar su tecnología, impulsar la descarbonización y expandir su presencia internacional.

### Talgo
Finkatuz adquirió en febrero de 2025, junto con Sidenor y las fundaciones bancarias BBK y Vital, el 29,77 % del fabricante ferroviario Talgo. La operación, realizada a través del consorcio vasco, supuso una inversión total de 155 millones de euros, de los cuales Finkatuz aportó 45 millones. La compra formó parte de una estrategia para devolver el domicilio fiscal de Talgo a Euskadi y reforzar su arraigo territorial. El fondo Trilantic, anterior socio mayoritario de la compañía, aceptó la oferta de 4,15 euros por acción, con la posibilidad de un pago adicional de 0,65 euros por título en función del cumplimiento de objetivos.